# فريندافان
فريندافان هي مدينة تاريخية تقع في منطقة ماثورا في ولاية أتر برديش في الهند وهي تعتبر واحدة من أكثر الأماكن المقدسة في فيشنوية. تحتوي المدينة عدة معابد مخصصة لعبادة رادها وكريشنا.